# Laurel Airport (flygplats i Costa Rica)
Laurel Airport är en flygplats i Costa Rica.   Den ligger i provinsen Puntarenas, i den sydöstra delen av landet, 210 km sydost om huvudstaden San José. Laurel Airport ligger 21 meter över havet.
Terrängen runt Laurel Airport är huvudsakligen platt, men åt sydväst är den kuperad. Runt Laurel Airport är det ganska tätbefolkat, med 108 invånare per kvadratkilometer. Närmaste större samhälle är Canoas, 12,9 km nordost om Laurel Airport. Omgivningarna runt Laurel Airport är en mosaik av jordbruksmark och naturlig växtlighet.